# Surfers Paradise
Surfers Paradise, littéralement en français: Paradis des surfeurs est un district de Gold Coast, conurbation située dans l'État du Queensland en Australie, bien connu des touristes. Au recensement de 2006, Surfers Paradise avait une population de 18 501 habitants. Familièrement appelée « Surfers », la banlieue a beaucoup de bâtiments d'habitation de grande hauteur et une plage de surf. Le quartier central des affaires est Cavill Mall, qui est traversé par Cavill Avenue, nommée d'après James Cavill (en), un propriétaire d'hôtel, l'une des artères commerçantes les plus fréquentés du Queensland, et le centre d'activité pour la vie nocturne.

## Tourisme
Surfers Paradise est une zone de divertissement et l'une des destinations touristiques australiennes les plus emblématiques, attirant chaque année de nombreux visiteurs venus de toute l'Australie, mais aussi de Nouvelle-Zélande, de Chine, du Japon, du Royaume-Uni, du Canada et des États-Unis.
Surfers Paradise accueille des événements publics gratuits, ciblant principalement les résidents de Gold Coast, les visiteurs du sud-est du Queensland et les touristes. Organisé chaque année en mars et en avril, le Festival de Surfers Paradise est une célébration de la musique locale, de la nourriture, de la mode, du cinéma et de l'art ; c'est un facteur clé du développement culturel à long terme. Durant les quatre week-ends du festival, le quartier se transforme en une vitrine dynamique des arts émergents de la Gold Coast et de la scène culturelle. Le festival comprend un mélange accessible d'événements familiaux, d'expositions, de concerts, de marchés de rue et de projections de court-métrage.
Les Schoolies est un phénomène par lequel les étudiants venus de toute l'Australie réservent leurs vacances de fin d'année pour les destinations du Queensland, y compris Surfers Paradise. Une zone dédiée à l'événement, avec musique live et des activités de jeunesse, est établie chaque année sur la plage de Surfers Paradise afin de fournir un environnement sécurisé pour les décrocheurs. 

## Sport
Surfers Paradise abrite deux équipes sportives professionnelles : les Gold Coast Suns, équipe de football australien évoluant en AFL depuis 2011 et les Gold Coast Titans, équipe de rugby à XIII évoluant en National Rugby League depuis 2007.

## Jeux vidéo
Surfers Paradise a été reproduit dans le jeu-vidéo Forza Horizon 3, jeu vidéo de course automobile développé par Playground Games.

## Q1 Tower
La Q1 Tower est l'une des plus hautes tours d'habitation au monde. Elle s'élève à 323 m ce qui en fait le plus grand gratte-ciel d'Australie. Elle compte 78 étages. La construction de la tour a commencé en 2002 et s'est achevé en 2005 avec un cout de 255 000 000 de dollars.

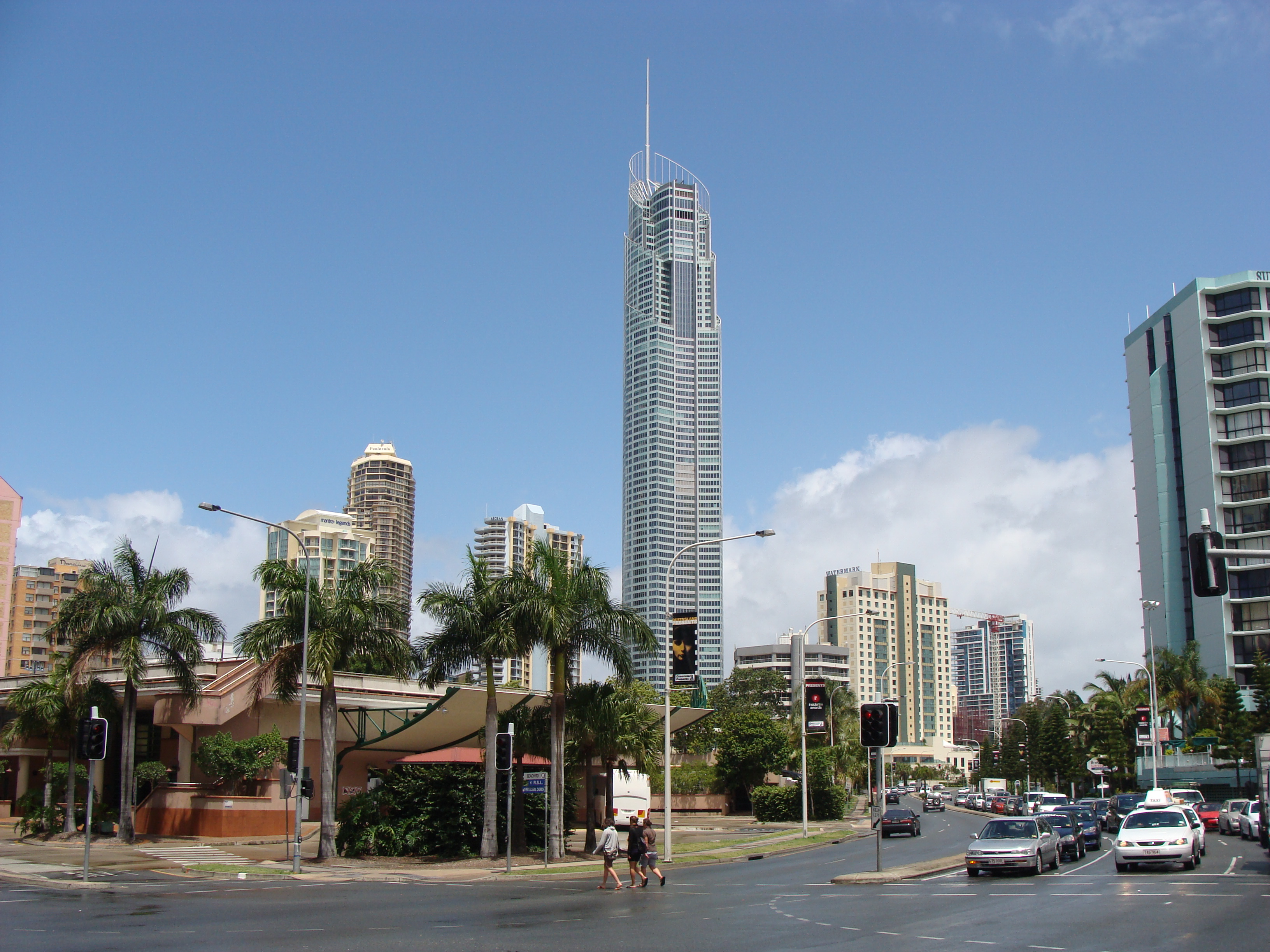
La Q1 Tower dans le district Surfers Paradise